# 槭叶秋海棠
槭叶秋海棠（学名：Begonia digyna）是秋海棠科秋海棠属的植物，是中国的特有植物。分布在中国大陆的福建、江西、浙江等地，生长于海拔550米至700米的地区，见于水沟边林下阴湿处以及山谷石壁上，目前已由人工引种栽培。